# Paul Valéry
Pour les articles homonymes, voir Valéry.
Paul Valéry, nom de plume d'Ambroise Paul Toussaint Jules Valéry, né le 30 octobre 1871 à Sète (Hérault) et mort le 20 juillet 1945 à Paris, est un écrivain, poète et philosophe français.
Il effectue un début de carrière dans l'ombre, secrétaire particulier d'Edouard Lebey, fonction qui lui laisse le loisir de l'étude, la recherche et des rencontres avec le milieu artistique et littéraire de l'époque. Ce n'est qu'au sortir de la Première guerre mondiale, à l'abord de la cinquantaine, que sa célébrité éclate en tant que poète avec la publication de La Jeune Parque. Il devient dès lors immensément célèbre en tant qu'intellectuel et homme de lettres.
Sollicité de toute part pour donner des conférences et produire des articles, interlocuteur des plus grands scientifiques et penseurs de l'époque, il devient une sorte de « héros intellectuel » national. Élu à l'Académie française, professeur au collège de France, sa célébrité ne s'éclipse pas jusqu'à sa mort, tout à la fin de la Seconde Guerre mondiale.

## Biographie
Ambroise Paul Toussaint Jules Valéry naît en 1871 à Sète d'un père d'origine corse, Barthélemy Valéry, vérificateur principal des douanes, et d'une mère génoise, Fanny Grassi, fille du consul d'Italie Giulio Grassi. En 1876, il entre à l’école chez les dominicains à Sète. En 1878, il fait son entrée au collège de Sète et poursuit sa formation, de 1884 à 1888, au lycée de Montpellier où il suit des études « maussades et sans grand éclat ». « Pas assez mathématicien » pour entrer à l'École navale qui l'attirait, il s'oriente vers les beaux-arts et plus spécialement vers la poésie, admirant celle de Victor Hugo, de Théophile Gautier et de Charles Baudelaire. Il écrit ses premiers poèmes.
En 1889, il commence des études de droit, interrompues par son service militaire (1889-1890). C'est pendant cette période qu'il fait des rencontres et lectures déterminantes qui vont l'orienter vers la poésie symboliste. La lecture d'À rebours de Joris-Karl Huysmans lui révèle Stéphane Mallarmé et la mouvance du symbolisme. Cette même année, il écrit plus de cent poèmes et en publie dans la Revue maritime de Marseille.
En 1890, c'est surtout sa rencontre avec Pierre Louÿs qui sera déterminante pour l'orientation de sa vie de poète. Ce dernier lui présente André Gide, José-Maria de Heredia et l'introduit dans le cercle étroit de Mallarmé. Paul Valéry restera fidèle à Mallarmé jusqu'à sa mort. Il publie ses premiers textes dans la revue L'Ermitage et des poèmes dans la revue Le Conque de Pierre Louÿs.

### Nuit de Gênes
Durant la nuit orageuse du 4 au 5 octobre 1892, alors qu'il est en vacances à Gênes dans la famille de sa mère, il connaît ce qu'il décrit comme une grave crise existentielle. Il en sort non seulement résolu à « répudier les idoles » de la littérature, de l'amour et de l'imprécision, mais aussi à consacrer l'essentiel de son existence à ce qu'il nomme « la vie de l'esprit ». Les Cahiers dans lesquels il s'astreint à noter toutes ses réflexions au petit matin en témoignent. « Après quoi », ajoute-t-il en manière de boutade, « ayant consacré ces heures à la vie de l'esprit, je me sens le droit d'être bête le reste de la journée ». Il oriente son esprit vers de nouvelles valeurs, qu'il estime incompatibles avec la création littéraire : la rigueur et la sincérité de l'esprit, et la connaissance de soi.
Il indique à plusieurs reprises qu'il considère cette nuit passée à Gênes comme sa véritable origine, le début de sa vie mentale.

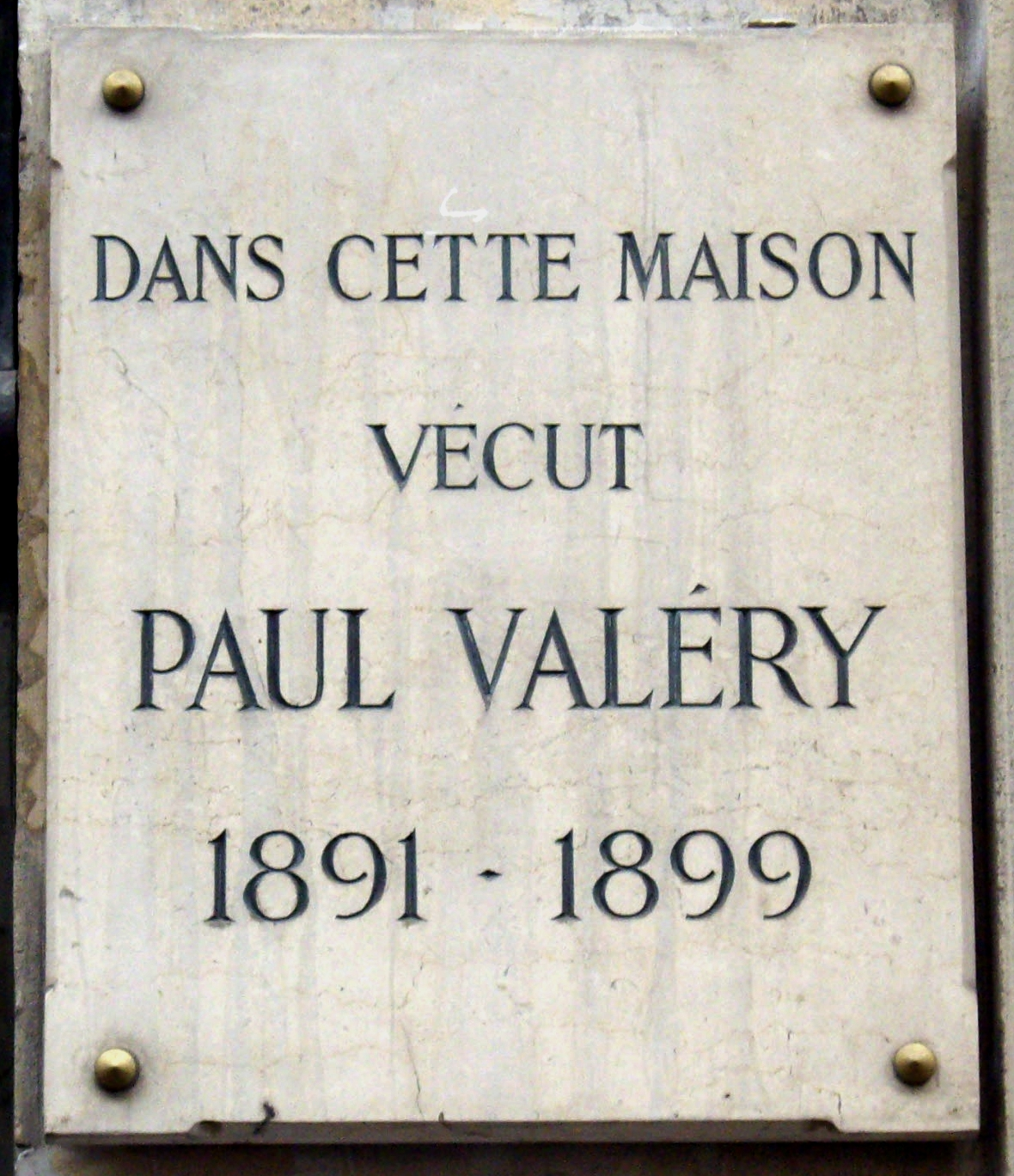
Plaque au domicile de Paul Valéry entre 1891 et 1899, 12 rue Gay-Lussac (5e arrondissement de Paris).

En 1894[réf. nécessaire], il s'installe à Paris, où il commence à travailler en 1897 comme rédacteur au ministère de la Guerre, et où il se lie avec Paul Léautaud[réf. souhaitée]. Il reste à distance de l'écriture poétique pour se consacrer à la connaissance de soi et du monde.
Il publie quelques textes de jeunesse, notamment Introduction à la méthode de Léonard de Vinci (1895), La Soirée avec monsieur Teste (1896) et un essai à propos de l'économie allemande, dont il prévoit l'expansion (1897).

### Secrétaire particulier
Depuis 1900 jusqu'en 1922, il est secrétaire particulier d'Édouard Lebey, administrateur de l'agence Havas. Ce « poste de choix » lui laisse énormément de temps libre pour accroître sa connaissance du monde et son expérience. Il s'affaire chaque matin aux petites heures à la rédaction de ses Cahiers, journal intellectuel et psychologique dont l'essentiel ne sera publié qu'après sa mort. Il continuera jusqu'à la fin de ses jours cet exercice matinal, produisant deux-cent-cinquante-sept Cahiers. Malgré ce temps libre, sa production littéraire restera modeste pendant ces vingt ans où il restera, selon l'expression de Berne-Joffroy, au « cloître de l'intellect ».
Il essaye de discipliner son esprit et de percer les secrets de l'activité intellectuelle en réétudiant les mathématiques. Il pense parfois à publier ses recherches sans jamais s'y résoudre, et imagine un « conte singulier » auquel il voudrait donner le titre de Manuscrit trouvé dans une cervelle. Parfois, il se décourage devant ces énigmes « sans cesse reprises, réobscurcies, redégagées ».
Lors de l'Affaire Dreyfus, Valéry est anti-dreyfusard, conformément à son nationalisme de jeunesse, qu'il abandonnera,. Ainsi, (non sans réflexion, écrira-t-il), donnera-t-il trois francs pour le Monument Henry, une souscription lancée en 1899 en faveur de la veuve de l'accusateur d'Alfred Dreyfus (le nom de Valéry apparaît à la page 175 de ce document).

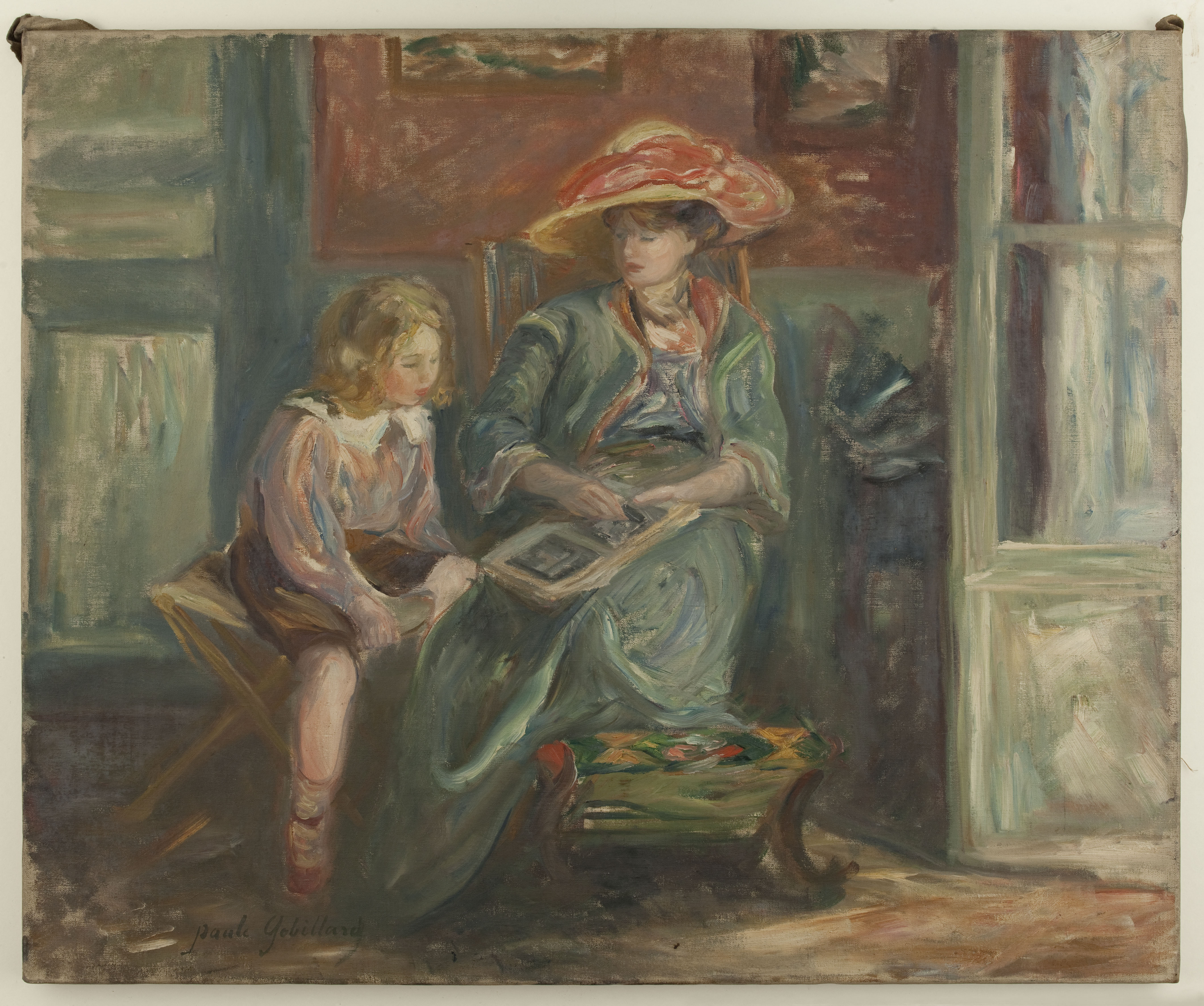
Madame Paul Valéry et son fils Claude par Paule Gobillard (1910)

En 1900, il épouse Jeannie Claudine Gobillard (1877-1970), cousine germaine de Julie Manet (fille de Berthe Morisot et d'Eugène Manet, le frère d'Edouard Manet), cette dernière épousant le même jour le peintre Ernest Rouart. Le double mariage est célébré en l'église Saint-Honoré d'Eylau, dans le quartier de Passy, à Paris. Le couple Valéry est logé dans l'immeuble construit par les parents de Julie Manet, dans la rue de Villejust (aujourd'hui, rue Paul-Valéry) dont a hérité la jeune fille, alors qu'elle n'avait pas dix-huit ans (1895). Le couple Valéry-Gobillard aura trois enfants — Claude, Agathe et François — et demeurera lié au couple Rouart-Manet (qui aura trois fils), au point que les deux familles partageront aussi leurs vacances dans la propriété « Le Mesnil », achetée par Berthe Morisot et Eugène Manet (peu avant la mort d'Eugène en 1893) sur les bords de Seine, en aval de Meulan. Julie, unique héritière après le décès de Berthe Morisot en 1895, laissera les portes du Mesnil ouvertes au couple Valéry-Gobillard jusqu'à ce que la mort les sépare.
Il se rend toujours régulièrement rue de Rome aux « mardis » de Stéphane Mallarmé, rencontres littéraires qui ont lieu au domicile du poète dont il sera l'un des fidèles disciples. Son mariage le rapproche des milieux artistiques et il fréquente également les peintres Edgar Degas et Auguste Renoir.

### Retour à la poésie
En 1917, sous l'influence de Gide notamment, il revient à la poésie avec La Jeune Parque, publiée chez Gallimard. Il brise un « long silence » avec ce poème de 512 vers auquel il a consacré quelque quatre années.
En 1912, Gallimard et Gide lui avaient suggéré de publier une réédition de certains de ses premiers poèmes, pour laquelle il devait rédiger une préface poétique d'une trentaine de lignes[réf. souhaitée]. Il commence à retoucher ses anciens vers et décide d'y ajouter un nouveau poème, sorte « d'adieu à ces jeux de l'adolescence ». Mais il revient sans cesse sur ce poème durant quatre années, et surtout durant la Première Guerre mondiale, comparant ce processus à « la croissance naturelle d'une fleur artificielle ». Il développe alors ce que d'aucuns considèrent comme son chef-d'œuvre : le monologue intérieur d'une jeune femme en proie à un combat entre le corps et l'esprit, écrit dans un formalisme digne de son maître Mallarmé.
Le succès de La Jeune Parque est immédiat. Il se remet alors à écrire de la poésie, avec une aisance qui le surprend lui-même. Un autre grand poème suit quelques années plus tard, Le Cimetière marin (1920). Toujours influencé par Stéphane Mallarmé, Paul Valéry y privilégie toujours dans sa poésie la maîtrise formelle sur le sens et l'inspiration : « Mes vers ont le sens qu'on leur prête ». En particulier dans le tercet de la page 96 :

« Cette main, sur mes traits qu'elle rêve effleurer
Distraitement docile à quelque fin profonde,
Attend de ma faiblesse une larme qui fonde »

Il existe une controverse sur le fait que le verbe utilisé soit fondre ou fonder.
Après la Première Guerre mondiale, il devient une sorte de « poète officiel », immensément célèbre — peu dupe, il s'en amuse — et comblé d'honneurs. En 1920 il publie une sélection de poèmes des années 1890-1893, sous le nom Album des vers anciens. En 1921, un référendum le désigne comme le plus grand poète contemporain. Toutefois, après la publication en 1922 d'un recueil de ses nouveaux poèmes, Charmes, il arrête toute production poétique.

### La gloire
Alors qu'il est marié et approche de la cinquantaine, au commencement de sa célébrité, il entame, en 1920, une liaison tumultueuse avec la poétesse Catherine Pozzi, alors âgée de trente-huit ans et séparée de son mari Édouard Bourdet. Cette relation durera huit ans et donnera lieu à une importante correspondance, par la suite détruite. La rupture douloureuse provoquera chez sa maîtresse des appréciations peu flatteuses à son encontre comme celle-ci : « J'ai honte de vous, vieillard ironique et glorieux. ».
M. Lebey décède en 1922, et Paul Valéry se consacre désormais pleinement à une carrière d'homme de lettres. Les éditeurs le pressent, on lui demande préfaces et essais publiés en série dans des revues, puis dans des recueils, comme la série des Dialogues.
On le sollicite également pour donner des conférences, en France et à l'étranger. Il y est reçu avec grand honneur, par les souverains et chefs d'état, comme des déplacements officiels de personnalités de premier plan. Ces conférences sont également publiées. Il devient alors véritablement une sorte de « héros intellectuel » de la France.

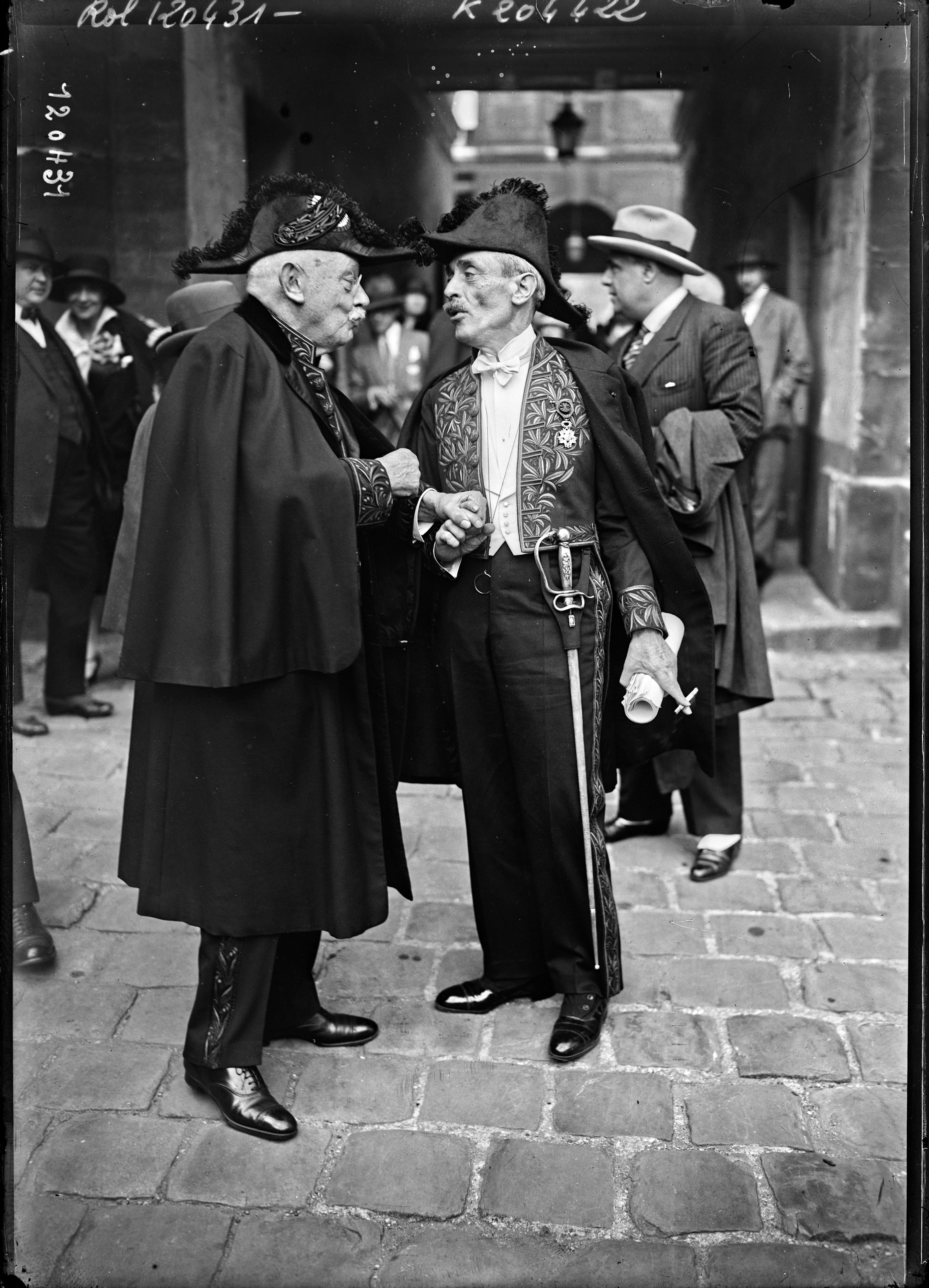
Paul Valéry lors de son entrée à l'Académie française, en 1927.

Dans les années 1930, Paul Valéry est soutenu financièrement par la princesse Edmond de Polignac et surtout par la comtesse Martine de Béhague, amie proche, qui lui verse un salaire pour s'occuper de sa bibliothèque. Il séjourne régulièrement dans la propriété de la comtesse La Polynésie à Hyères (où il écrit Degas, danse, Dessin), et sur son yacht le Tenax.
En 1924, il devient président du PEN club français, puis est élu membre de l'Académie française l'année suivante. Dans le discours de réception qu'il prononce le 23 juin 1927, Paul Valéry fait l’éloge d'Anatole France, son prédécesseur, sans prononcer son nom une seule fois. En effet il ne pardonnait pas à Anatole France de s'être autrefois opposé à la publication de poèmes de Mallarmé.
En 1931, il est promu au rang de commandeur de la Légion d'honneur ; la même année, il prononce le discours de réception de Philippe Pétain à l'Académie française ; en 1932, il entre au conseil des musées nationaux ; en 1933, il est nommé administrateur du Centre universitaire méditerranéen de Nice ; en 1936, il est nommé président de la Commission de synthèse de la coopération culturelle pour l'exposition universelle de 1937 ; en 1937, on crée pour lui la chaire de poétique au Collège de France ; en 1938, il est élevé à la dignité de grand officier de la Légion d'honneur ; en 1939, enfin, il devient président d'honneur de la SACEM. Il fut par ailleurs membre du comité d'honneur de l'Association du Foyer de l’Abbaye de Royaumont.

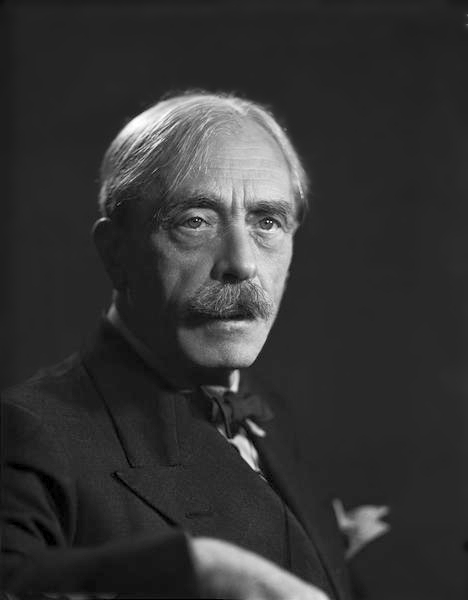
Paul Valéry par le Studio Harcourt, vers 1938.

Son œuvre véritable, pendant ce temps, continue toujours dans l'ombre, dans l'ombre également sa passion pour la romancière Jean Voilier. La profondeur des réflexions qu'il a émises dans des ouvrages exigeants (Introduction à la méthode de Léonard de Vinci, La Soirée avec monsieur Teste), ses réflexions sur le devenir de la civilisation (Regards sur le monde actuel) et sa vive curiosité intellectuelle en ont fait un interlocuteur privilégié de personnalités telles que Henri Poincaré, Louis de Broglie, Henri Bergson, Auguste Perret, et Albert Einstein.
Il est l'auteur des quatre inscriptions en lettres d'or, spécifiquement commandées, pour les frontons des pavillons monumentaux du Palais de Chaillot.

### Occupation allemande et mort

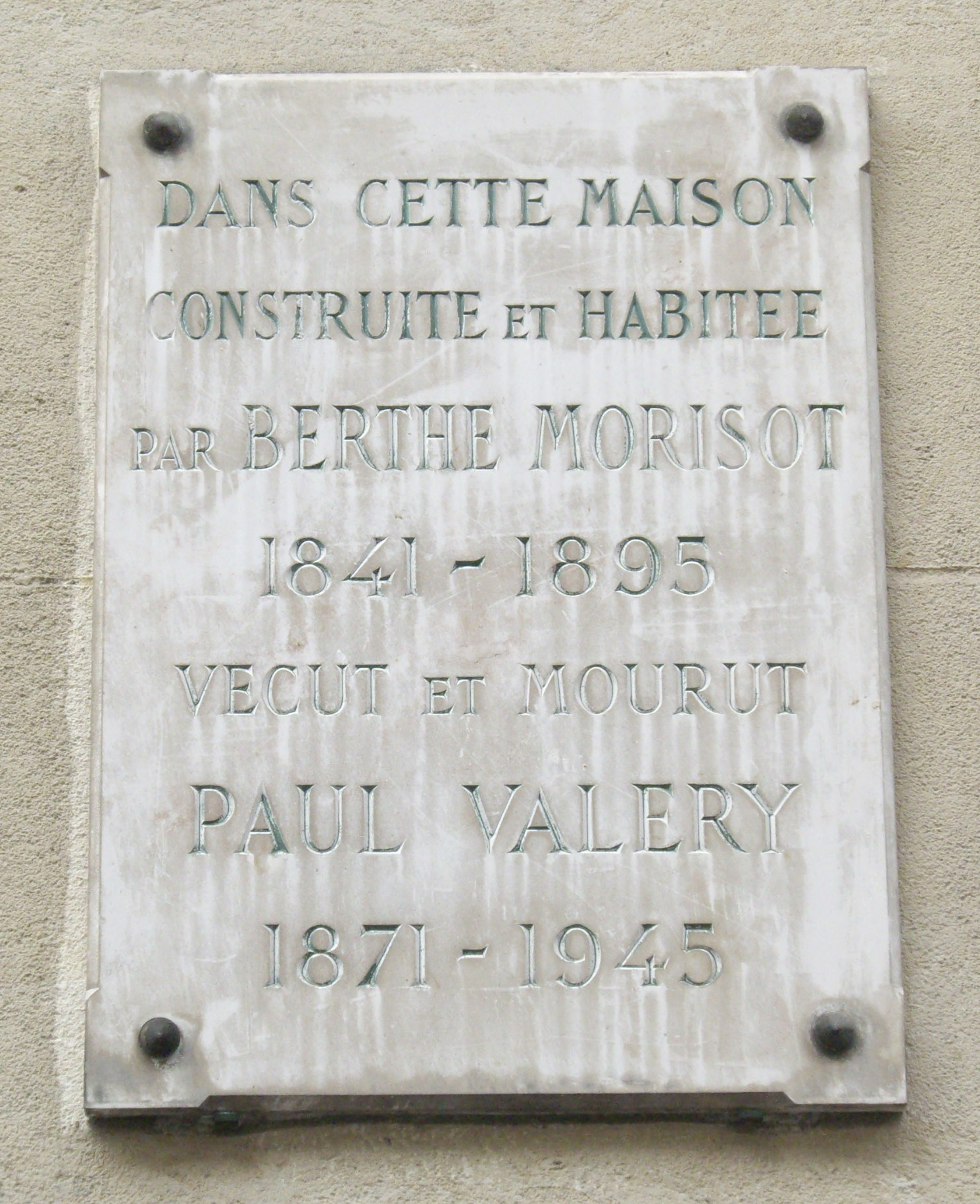
Plaque 40 rue de Villejust, devenue rue Paul-Valéry (16e arrondissement de Paris), où il meurt.

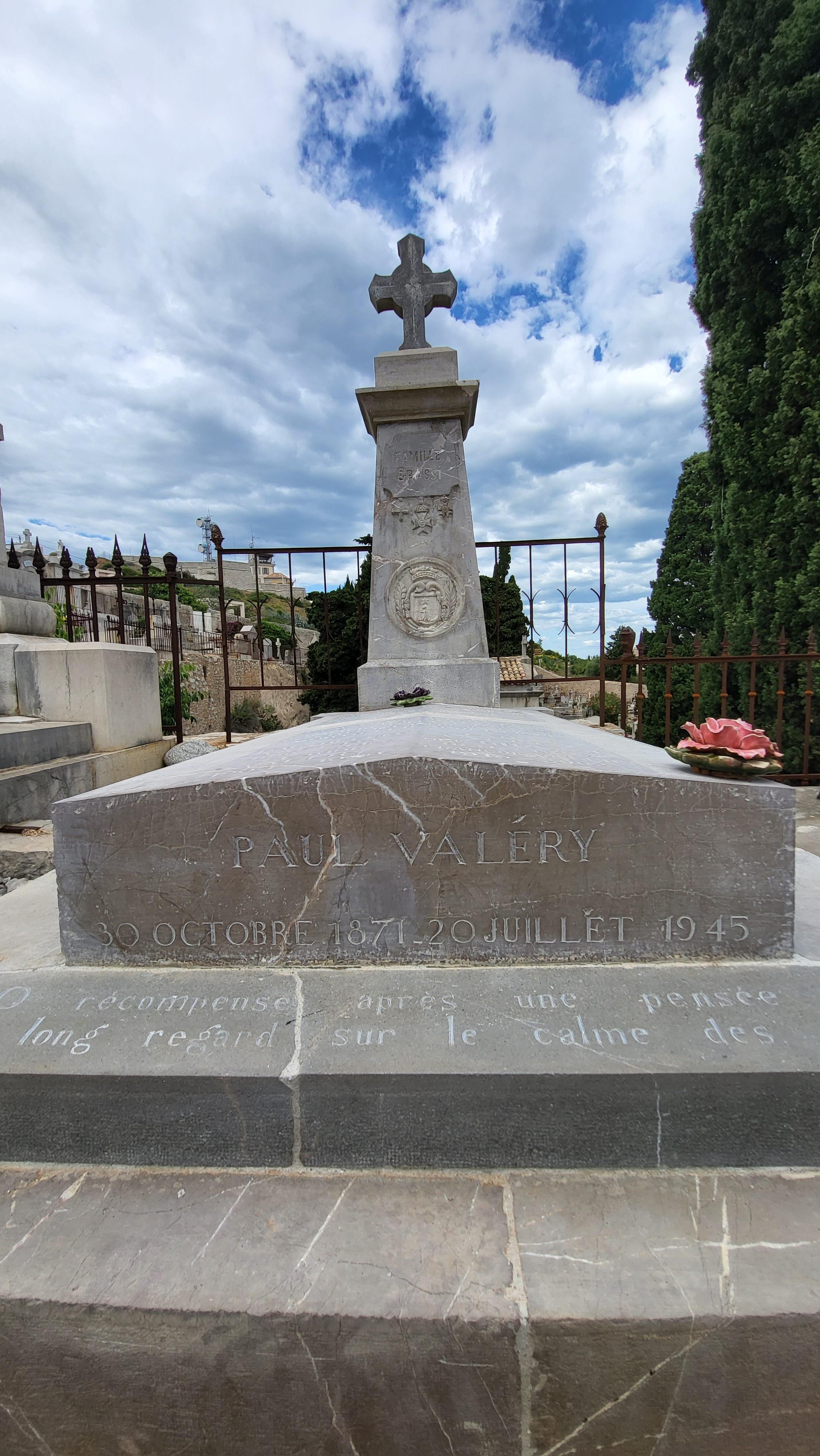
La tombe de Paul Valéry au cimetière marin de Sète

Sous l'Occupation, Paul Valéry, refusant de collaborer, prononce, en janvier 1941, en sa qualité de secrétaire de l'Académie française l'éloge funèbre du « juif Henri Bergson », considéré comme un « acte de résistance ». Cette prise de position lui vaut peut-être de perdre son poste d’administrateur du Centre universitaire méditerranéen de Nice. Il demeure toutefois membre de l'Académie, et continue son enseignement au collège de France.
Paul Valéry est président de l'Union française pour le sauvetage de l'enfance de 1941 à 1945, et membre du comité national des écrivains, émanation du Front national de la résistance.
En 1942, il dédicace un de ses livres à Hélène Berr, ce qui décide la jeune femme à tenir son journal. Elle sera considérée comme l'« Anne Frank française ».
En 1945, il est pressenti comme le favori pour obtenir le prix Nobel de littérature après avoir été proposé sans succès une dizaine de fois dans les années 1920 et 1930. Cependant il meurt le 20 juillet 1945 au 40 rue de Villejust, or le prix Nobel ne peut pas être attribué à titre posthume. Sur demande du général de Gaulle, Paul Valéry a le droit à des funérailles nationales, les premières après la fin de la guerre. Il est ensuite inhumé selon sa volonté à Sète, dans la partie haute de ce cimetière marin qu'il avait célébré dans son poème :
Ce toit tranquille, où marchent des colombes,

Entre les pins palpite, entre les tombes…
Il repose dans le caveau de son grand-père, Giulio Grassi. Les quelques vers en guise d’épitaphe proclament :
Ô récompense après une pensée

Qu’un long regard sur le calme des dieux.
Son épouse, Jeannie Gobillard, petite-nièce de Berthe Morisot, que Paul Valéry avait épousée en 1900, mourra à Paris le 9 juillet 1970, à l'âge de 93 ans.

## Son œuvre

### Poésie
Il est cité par le critique littéraire Clement Greenberg dans son essai Avant-garde et Kitsch, dans une liste de poètes avant-gardistes dont l'attention se porte sur la création poétique elle-même et sur les « moments de conversion poétique » : 
« The attention of poets like Rimbaud, Mallarmé, Valéry, Éluard, Pound, Hart Crane, Stevens, even Rilke and Yeats, appears to be centered on the effort to create poetry and on the "moments" themselves of poetic conversion, rather than on experience to be converted into poetry. Of course, this cannot exclude other preoccupations in their work, for poetry must deal with words, and words must communicate. Certain poets, such as Mallarmé and Valéry are more radical in this respect than others,. »
Il est également connu comme traducteur en vers (Les Bucoliques de Virgile) et apprécié pour ses préfaces critiques (Lucien Leuwen de Stendhal, Les Chimères de Nerval, Lettres persanes de Montesquieu).
De son vivant, toutefois, Valéry n’était pas unanimement reconnu comme un poète de premier plan ; certains critiques le considéraient « plus habile aux mondanités érudites qu'à la poésie proprement dite ». Paul Nizan n’hésitait pas à le qualifier de « haut fonctionnaire de la langue française ».
Paul Valéry lui-même fit allusion à ces appréciations divergentes : "On sait que les uns n'y voient goutte ; qu'il n'est que trop clair pour les autres, qui le jugent insipide par la simplicité de ce qu'ils y trouvent, une fois rompues les vaines défenses de l'expression. D'autres encore s'y attachent."

### Littérature

#### Les Dialogues
Les Dialogues peuvent être cités parmi les chefs-d'œuvre en prose de Valéry. Dans ces œuvres, Valéry emploie une forme dialoguée mettant en scène plusieurs personnages, permettant d'élever et de répondre à des objections, à la manière des Dialogues de Platon. Pour Valéry, c'est une manière particulièrement appropriée pour exprimer une pensée complexe. Cette forme permet également une grande variété de formes, de l'humour à la poésie, permettant à l'auteur de déployer toute la palette de ses talents littéraires. Il y met en scène certaines réflexions et observations qu'il a notées dans ses Cahiers.
On peut citer des contributions à la philosophie de la danse (L'Âme et la danse, 1923), à la philosophie de l'architecture (Eupalinos, 1923), à la psychologie (L'Idée fixe, 1924), à la philosophie environnementale (Le Dialogue de l'arbre, 1943 ; ainsi que certains fragments de Mon Faust, 1945).

#### Essais et conférences.Variété
Les essais de Valéry traduisent ses inquiétudes sur la pérennité de la civilisation (« Nous autres, civilisations, nous savons maintenant que nous sommes mortelles »), l'avenir des « droits de l'esprit », le rôle de la littérature dans la formation, et la rétroaction du progrès sur l'homme.
Sa série « Variété » (I-V) se compose d'un autre type d'écrits : ceux qui lui ont été commandés et qu'il n'eût sans doute, de son aveu, jamais écrits de lui-même. Ils n'en témoignent pas moins d'une profondeur d'analyse que l'on retrouve aussi dans la série de courts essais sur divers sujets d'actualité du XXe siècle publiée sous le titre : Regards sur le monde actuel.
Le tome V de Variété classe les articles par sujets. Les rubriques sont les suivantes :
- études littéraires ;
- études philosophiques ;
- essais quasi politiques ;
- théorie poétique et esthétique ;
- enseignement ;
- mémoires du poète.

##### Études littéraires
Les études littéraires consistent en une vingtaine d'essais concernant divers écrivains et poètes du passé. Il y exprime toute son admiration pour l'art classique tout en exprimant sa propre conception de l'art littéraire et poétique.
Parmi les essais les plus remarquables, on peut citer ceux sur François Villon, Blaise Pascal, Jean Racine, Charles Baudelaire et avant tout Stéphane Mallarmé qu'il a connu intimement.

##### Essais quasi-politiques
Paul Valéry s'est toujours refusé à tout engagement politique et avait une piètre opinion de la propagande politique (« qui combine sentiments et syllogismes »), incompatible avec son esprit critique. Il se qualifiait volontiers d'anarchiste.
Ses essais politiques consistent principalement dans l'observation de son temps, où il est considéré comme un observateur pertinent et clairvoyant, voire prophétique, et la critique de la discipline historique.

#### LesCahierset sa correspondance
Les notes prises par Paul Valéry pendant près de cinquante ans ont été conservées. Elles couvrent plus de 30 000 pages dans 261 cahiers. Une première édition en fac-similé a été publiée en 1957-61 par le CNRS et est consultable à la bibliothèque du Centre Georges Pompidou. D'autres éditions ont paru depuis et une forme numérique est en préparation.
On retrouve dans ses Cahiers des passages de Tel Quel ainsi que des indications graphiques, probablement destinées à faciliter leur regroupement en un seul ouvrage ou en des ouvrages ultérieurs : Nombres plus subtils, Robinson.
Sa correspondance avec André Gide a été plusieurs fois publiée à la NRF, la dernière édition à ce jour (2013) datant de 2009. On y découvre un Gide impressionné par la puissance intellectuelle de Valéry, quelques aspects humains peu connus concernant le second (dont un flirt « poussé »)[réf. nécessaire], et surtout un témoignage sur la façon dont ces deux écrivains assistaient, inquiets, à la « montée des périls » des années 1930.

### Philosophie
Mettant en avant le rôle de la représentation et de l'action dans la théorie de la connaissance, Paul Valéry est classé parmi les penseurs du constructivisme au XXe siècle. Il s'inspire des travaux théoriques et de construction de Léonard de Vinci, à propos duquel il a publié une monographie. Mais Valéry n'a pas de philosophie unifiée et achevée, selon Jean-François Dortier : 
« [...] toute son œuvre est dispersée dans des notes, carnets, cahiers où il livre, formule après formule, des réflexions sur le rôle des idées, sans jamais les assembler en une théorie achevée. »
 Valéry fait une critique de l'utilisation de l'histoire pour justifier « ce que l'on veut ». Elle « contient tout et donne des exemples de tout ».
Le rapport que Paul Valéry entretient avec la philosophie est problématique. Dans ses Cahiers il écrit : « Je lis mal et avec ennui les philosophes, qui sont trop longs et dont la langue m'est antipathique. » En effet, s'il s'inspire librement de Descartes en ce qui concerne une certaine méthode du « penser », il est en revanche très critique sur le discours philosophique lui-même, comme l'explique Jacques Bouveresse.
Ceci n'empêche pas son besoin philosophique de comprendre le monde dans sa généralité, et jusqu'au processus de la pensée lui-même, de le guider dans son travail, ce qu'il manifeste en particulier dans Eupalinos ou l'Architecte (1921). L'ouvrage met en scène un dialogue entre Socrate et Phèdre au royaume des ombres, et revisite les concepts platoniciens : la mimesis, le réel (ou la réalité), ou encore les effets de l'écriture, et tout au long de ses Cahiers.

### Cours au Collège de France
En 2023, les éditions Gallimard publient les notes et enregistrements écrits des cours au Collège de France que Paul Valéry y a donnés à la chaire de poétique.

## Œuvre
L’Académie française lui décerne le prix Louis Barthou en 1942 pour l'ensemble de son œuvre. 

### Ouvrages posthumes
- Mon Faust (1946)
- L'Ange (1947)
- Vues (1948)
- Histoires brisées (1950)
- Lettres à quelques-uns (1952)
- Œuvres I (1957). Pléiade
- Œuvres II (1960). Pléiade
- Une chambre conjecturale (1981)
- Les Principes d'anarchie pure et appliquée (1984)
- Alphabet (1999)
- Cahier 3 – 1943 (Fragments) (2002)
- La Flamme et la Cendre : Correspondance, Catherine Pozzi, Paul Valéry, Gallimard, Paris, 2006
- Corona et Coronilla (2008)
- Cahier de Cette (2009)
- Lettres à Jean Voilier. Choix de lettres 1937-1945 (2014)
- Poésies (2016)
- Œuvres (2016) en 3 tomes. Le Livre de poche
- Sur Nietzsche : Lettres et notes, préf. Michel Jarrety, Éditions La Coopérative, 89 p., 2017  (ISBN 979-1095066156)
- Inspirations méditerranéennes (2020)
- Le Yalou, suivi de Orient et Occident (2020)
- Cours de poétique, Le corps et l'esprit 1937-1940 (Tome I) et Le Langage, la société, l'histoire 1940-1945 (Tome 2) (2023)

### Éditions
- Le Bilan de l'intelligence, Paris, Allia, 2011, 64 p. (ISBN 978-2-84485-375-2)
- Monsieur Teste, Paris, Allia, 2016, 144 p. (ISBN 979-10-304-0456-2)
- Philosophie de la danse, Paris, Allia, 2015, 48 p. (ISBN 978-2-84485-946-4)
- Gallimard, coll. « Pléiade »
  - Cahiers, t. I : 1552 p. ; t. II : 1776 p.
  - Œuvres, t. I : Poésies. Mélange. Variété (1957), 1872 p. ; édition établie et annotée par Jean Hytier.
  - Œuvres, t. II : Monsieur Teste, Dialogues… (1960), 1728 p.; édition établie et annotée par Jean Hytier.
- Gallimard, coll. « Blanche ».
  - Édition intégrale des Cahiers, 1894-1914 (13 volumes, 1987-2016). Ces volumes reproduisent un texte plus riche que celui repris par la collection de la « Pléiade ».
- La NRF a publié la correspondance d'André Gide et Paul Valéry. On y découvre un Gide intimidé par Valéry, très différent de celui révélé par sa correspondance avec Roger Martin du Gard (également chez cet éditeur). Valéry se retrouve en partie à jouer ce rôle où Gide semble vouloir le cantonner, mais ses lettres montrent un côté humain que son œuvre en prose ne laisse pas paraître tandis que sa poésie le masque sous les métaphores[réf. nécessaire].
- Librairie générale française, coll « Le Livre de poche »
  - Œuvres (2016) en trois tomes ; édition, présentation et notes de Michel Jarrety.
- La Rivista "Commerce" e Marguerite Caetani, IV, Correspondance française. Paul Valéry, Léon-Paul Fargue, Valery Larbaud. Édition présentée et annotée par Sophie Levie et Ève Rabaté, Roma, Edizioni di Storia e Letteratura, 2017.
- Pour célébrer son œuvre, chaque année la ville de Sète accueille d’éminents spécialistes ou héritiers du poète, français et étrangers, réunis par Maïthé Vallès-Bled, avec le soutien de l’Académie française. Les Éditions Fata Morgana, en collaboration avec le Musée Paul Valéry, publient les volumes où sont rassemblées les réflexions des intervenants de ces Journées Paul Valéry.

#### Biographies
- Denis Bertholet, Paul Valéry : 1871-1945, Paris, Plon, coll. « Biographies », 1995, 430 p. (ISBN 978-2-259-18306-2, OCLC 299463923).
- François-Bernard Michel, Prenez garde à l'amour : les muses et les femmes de Paul Valéry, Paris, Grasset, 2003 (ISBN 978-2-246-65321-9, OCLC 417447354).
- Michel Jarrety, Paul Valéry, Paris, Fayard, 2008, 1370 p. (ISBN 978-2-213-61515-8, OCLC 222541917)

1. ↑  p. 18
2. ↑  p. 74

- Dominique Bona, Je suis fou de toi : le grand amour de Paul Valéry, Paris, Grasset, 2014 (réimpr. 2017 Livre de poche, 34463), 296 p. (ISBN 978-2-246-85387-9, OCLC 893418477).
- Benoît Peeters, Paul Valéry : une vie, Paris, Flammarion, coll. « Champs », 2016, 396 p. (ISBN 978-2-081-37955-8, OCLC 941794912).

#### Anthologie
- Ainsi parlait Paul Valéry, dits et maximes de vie choisis et présentés par Yves Leclair, éditions Arfuyen, 2021 (ISBN 978-2-845-90312-8).
- Paul Valéry et le Rouergue : Amitiés, correspondances et villégiatures (1899-1943) par Jean-Louis Aussibal in Etudes Aveyronnaises 2020 (p.65 à 103) - ISSN 1271-6081.

#### Études littéraires
- Sylvie Ballestra-Puech, Lecture de "La jeune Parque", Paris, Klincksieck, coll. « Bibliothèque contemporaine », 1993, 144 p. (ISBN 978-2-252-02898-8, OCLC 412046269).
- Philippe Baudry, Valéry trouveur : métaphysique et littérature, Kindle, 2010; CreateSpace, 2011. Valéry Finder: Metaphysics and Literature, Kindle, 2011 ; CreateSpace, 2011.
- (it) Andrea Pasquino, I Cahiers di Paul Valéry, Bulzoni Editore, 1979.
- Serge Bourjea, Paul Valéry, Le sujet de l'écriture, L'Harmattan, 2000.
- Marcel Doisy, Paul Valéry. Intelligence et Poésie, Les Univers de la littérature IV, Paris, Le Cercle du livre / Édition Paul Mourousy, 1952.
- Gabriel Germain, « Valéry au seuil du Yoga. Son expérience du moi pur et son échec spirituel » in Yoga, science de l'homme intégral, ouvrage collectif, éditions des Cahiers du Sud, Paris, 1953.
- Aimé Lafont, Paul Valéry, l'homme et l'œuvre, Jean Vigneau, 1943.
- Frédéric Lefèvre, Entretiens avec Paul Valéry, Le Livre, Chamontin et chez Flammarion, 1926.
- Benoît Monginot, Poétique de la contingence – poétique, critique et théorie à partir de Mallarmé, Valéry et Reverdy, Honoré Champion, 2015 (ISBN 9782745328090).
- Edmée de La Rochefoucauld, En lisant les Cahiers de Paul Valéry, Paris, Éditions universitaires, 1967, 1re éd., 3 volumes (OCLC 337271).
- Octave Nadal, La Jeune Parque, manuscrit, présentation, étude critique, Le Club du meilleur livre, 1957.
- Suzanne Nash, Paul Valéry's Album de Vers Anciens - A Past Transfigured, Princeton University Press, 1983.
- Jeanine Parisier Plottel, Les dialogues de Paul Valéry, Paris, Presses universitaires de France, 1960, 106 p. (OCLC 5289155).
- Jeanine Parisier Plottel, « The Poetics of Autobiography in Paul Valéry », L'Esprit Créateur, vol. 20, no 3,‎ 1980, p. 38–45 (ISSN 0014-0767, lire en ligne).
- Benoît Peeters, Valéry : tenter de vivre, [Paris], Flammarion, coll. « Tandem », 2014, 395 p. (ISBN 978-2-081-25955-3, OCLC 887544580).
- Michel Philippon, Paul Valéry : une poétique en poèmes, Talence, Presses universitaires de Bordeaux, coll. « Images », 1993, 307 p. (ISBN 978-2-817-81144-4 et 978-2-867-81144-9, OCLC 299451778, lire en ligne).
- Michel Philippon, Un souvenir d'enfance de Paul Valéry : essai, Mont-de-Marsan, Ed. interUniversitaires, coll. « Poètes en partance », 1996, 111 p. (ISBN 978-2-878-17093-1, OCLC 464007681).
- Nicole Schön-Pietri, « Paul Valéry et le réveil », Études françaises, vol. 6, no 4,‎ 1970, p. 419–445 (ISSN 0014-2085 et 1492-1405, DOI 10.7202/036466ar, lire en ligne, consulté le 27 juillet 2025).
- Fabien Vasseur commente La Jeune Parque, Poésies, Foliothèque, Gallimard, 2006.
- Pierre Vidal-Naquet, « Au pire de toi-même. Essai sur la méthode de Paul Valéry », in Sigila no 12, 2003.
- Serge Bourjea, « Valéry : l’autre poétique », Études françaises, vol. 29, no 3,‎ hiver 1993, p. 17-39 (lire en ligne)
- Jean-Louis Aussibal, "Paul Valéry et le Rouergue : Amitiés,correspondances et villégiatures (1899-1943) -Etudes Aveyronnaises 2020 - p.65 à 103 ( ISSN 1271-6081 ) - Recueil des travaux de la Société des Lettres, sciences et arts de l'Aveyron.

#### Études philosophiques
- Alain Badiou, « La danse comme métaphore de la pensée », in Petit manuel d'inesthétique, Paris, Seuil, 1998.
- Jacques Bouveresse, « La philosophie d'un anti-philosophe : Paul Valéry », in Essais IV. Pourquoi pas des philosophes ?, Marseille, Agone, 2004.
- Jean-Pierre Chopin, Valéry, l'espoir dans la crise, Presses universitaires de Nancy, 1992.
- Emil Cioran, Valéry face à ses idoles, Paris, L'Herne, « Essais et Philosophie », 2007.
- Jacques Derrida, « Qual Quelle. Les sources de Valéry », 1971, repris dans Marges – de la philosophie, Paris, Minuit, 1972.
- Jacques Ducol, La Philosophie matérialiste de Paul Valéry, Paris, L'Harmattan, « Ouverture philosophique », 2005.
- Véronique Fabbri, Paul Valéry, le poème et la danse, Paris, Hermann, 2009.
- Jean-Louis Le Moigne, Les Épistémologies constructivistes, Paris, PUF, coll. Que sais-je ?, 1995.
- Michel Philippon, Le Vocabulaire de Paul Valéry, Paris, Ellipses, 2007.
- Patricia Signorile, Paul Valéry philosophe de l’art : L’architectonique de sa pensée à la lumière des Cahiers, Paris, Vrin, 1993, 256 p.
- Avraham Livni (ouvrage publié avec le concours du Centre national de la recherche scientifique et de l'Université hébraïque de Jérusalem), La recherche du dieu chez Paul Valéry, Paris, Éditions Klincksieck, coll. « Bibliothèque Française et Romane », 1978, 508 p. (ISBN 978-2-252-01969-6, lire en ligne)